# Claudia Sabitzer
Claudia Sabitzer (* 1971) ist eine deutsche Schauspielerin.

## Leben
Claudia Sabitzer, in Deutschland geboren, übersiedelte als Kind in die Schweiz. Sie wuchs zunächst in Zürich auf, und später in ländlicher Umgebung am Greifensee, wohin sie im Alter von acht Jahren mit ihren Eltern kam. Als Jugendliche und junge Erwachsene spielte sie bei einem Amateurtheater, machte dann eine Ausbildung zur Zahnarzthelferin und bildete sich in Dentalhygiene fort. Im Alter von 24 Jahren entschied sie sich dann schließlich für eine professionelle Laufbahn als Schauspielerin.
Ihre Schauspielausbildung erhielt sie am Schubert-Konservatorium
in Wien. Erste Auftritte hatte sie am Volkstheater Wien und am Schauspielhaus Wien. Von 2000 bis 2005 war sie Ensemblemitglied am Nationaltheater Mannheim, wo sie auch ihren späteren Mann, einen Fotografen und Fotoreporter, kennenlernte.
Seit der Spielzeit 2005/06 ist sie festes Ensemblemitglied am Volkstheater Wien. Vom damaligen Volkstheater-Intendanten Michael Schottenberg war sie für die Uraufführung Spiegelgrund von Johann Kresnik engagiert worden, in der u. a. Johanna Mertinz, Michael Klammer und Paul Matić ihre Partner waren. 2010 spielte dort an der Seite von „Kaiser“ Robert Palfrader in Liliom. Weitere Rollen am Volkstheater waren u. a. die tragische Frau John in Die Ratten und die Frau Sophie im Raimund-Zauberspiel Der Alpenkönig und der Menschenfeind (Regie: Michael Schottenberg) mit Andreas Vitasek (Rappelkopf) als Partner.
Im September 2011 wirkte sie am Wiener Volkstheater in der Rolle der Meta Schmitt in der Uraufführung des Theaterstücks Du bleibst bei mir von Felix Mitterer mit. In der Spielzeit 2014/15 spielte sie die „herrische“ Hippolyta in Schottenbergs letzter Inszenierung am Wiener Volkstheater, Ein Sommernachtstraum. In der Spielzeit 2015/16 trat sie dort in dem Theaterstück Rechnitz von Elfriede Jelinek auf; es war zugleich Sabitzers erster Auftritt in einem Jelinek-Stück.
1999 erhielt sie den Förderungspreis zur Kainz-Medaille. 2013 und 2020 wurde sie mit dem Dorothea-Neff-Preis als beste Schauspielerin und 2017 mit dem Publikumspreis ausgezeichnet.
Gelegentlich stand Sabitzer auch für Film und Fernsehen vor der Kamera. In der österreichischen Fernsehreihe St. Josef am Berg (Erstausstrahlung: Februar 2018) spielte sie eine Nebenrolle als Traudl Schmid, die Sekretärin des Dorfbürgermeisters, die ein heimliches Verhältnis mit dem Gemeindearbeiter und späteren Assistenten Igor Aliew (Luka Dimic) hat.
Sabitzer ist Mutter von drei Kindern und lebt in Wien-Alsergrund.

## Filmografie
- 2018: St. Josef am Berg: Berge auf Probe (Fernsehreihe)
- 2018: St. Josef am Berg: Stürmische Zeiten (Fernsehreihe)